# Borja Valero
Borja Valero Iglesias (Madrid, 12 de Janeiro de 1985) é um ex-futebolista espanhol que atuava como meio-campista.

## Carreira
Após defender equipes regionais na Espanha durante alguns anos, Valero acabou ingressando nas categorias de base do Real Madrid. Sua trajetória no clube até a equipe principal foi rápida: iniciou na equipe C, ficando uma temporada, logo, sendo promovido para a equipe B. Lá, teve um desempenho muito importante para manter a equipe na Segunda Divisão Espanhola.
Então, tendo sempre disputado partidas em alto nível, acabou sendo promovido para a equipe principal pelo italiano Fabio Capello. Apesar do bom futebol apresentado, sua participação na equipe foi limitada, devido a forte concorrência no setor. Sua estreia aconteceu na temporada 2006–07, durante uma partida pela Copa da Espanha contra o Écija Balompié. Disputou apenas trinta minutos da partida, após entrar no lugar de Javi García, seu antigo companheiro nas categorias de base do Madrid.
No decorrer da temporada, fez sua estreia na La Liga, contra o Getafe. Pouco tempo depois, disputou sua primeira partida no principal torneio de clubes do mundo, a Liga dos Campeões da UEFA, após entrar aos setenta e quatro minutos de jogo no lugar de seu ex-companheiro Miguel Angel Nieto. A partida foi contra o Dínamo de Kiev, da Ucrânia, mas Valero não pode fazer nada para evitar o empate em 2 a 2.
Como continuaria sem espaço na equipe por conta do grande número de jogadores na sua posição, acabou sendo liberado para, no dia 26 de março de 2007, ser contratado pelo Real Mallorca, firmando um contrato de cinco anos. Teve uma participação importante nos Ensaimada Mecánica, o que acabou chamando a atenção do recém-promovido West Bromwich Albion, da Inglaterra. Acabou se transferindo no dia 22 de agosto de 2008, firmando um contrato de quatro anos, com valores de sete milhões de euros.
Sua estreia no Albion aconteceu quatro dias após ser contratado. A partida foi contra o Hartlepool United, pela Copa da Liga, mas acabou saindo derrotado de campo por 3 a 1. Ainda, não conseguiu evitar o rebaixamento da equipe para a segunda divisão.
No dia 31 de agosto de 2009, acabou retornando ao Real Mallorca por empréstimo de uma temporada. Após sua ótima temporada no Mallorca, onde foi eleito o futebolista espanhol da temporada, retornou ao West Brom e, em seguida, foi vendido ao Villarreal.
Com o rebaixamento do Villarreal, deixou o clube e acertou com a Fiorentina no dia 3 de agosto de 2012. Valero firmou um contrato de quatro temporadas com a opção para estendê-lo por mais uma. Os valores da transferência ficaram em torno de sete milhões de euros.

## Seleção Espanhola
Borja defendeu a seleção da Espanha nas categorias Sub-17 e Sub-19, tendo conquistado o Campeonato Europeu Sub-19 de 2004. Acabou sendo seu, aos noventa e dois minutos, o gol do título contra a Turquia. Apesar disso, acabou não recebendo chances na equipe principal.